# Aisalgusun (Ort)
Aisalgusun (Aisal Gusun) ist ein osttimoresischer Ort im Suco Ai-Assa (Verwaltungsamt Bobonaro, Gemeinde Bobonaro). Er liegt im Nordosten der Aldeia Aisalgusun, auf einer Meereshöhe von 608 m. Durch das Dorf führt eine kleine Straße, die von Bobonaro nach Lour führt. Nächster Nachbarort im Norden ist Maucugum. Südöstlich befinden sich an der Straße zwei kleine Siedlungen. Oberhalb der einen liegt der Friedhof von Aisalgusun.